# Campionati europei juniores di scherma 1997
I Campionati europei juniores di scherma del 1997 (1997 European Juniors Fencing Championships) sono stati organizzati dalla Confederazione europea di scherma e si sono svolti a Danzica, in Polonia.
Nel fioretto, si sono aggiudicati i titoli di campione europeo il polacco Andrzej Witkowski, che ha battuto in finale il russo Andrej Deev, e la francese Verny che ha avuto la meglio sulla polacca Alicja Kryczało.
Nella spada il magiaro Horvath ha battuto in finale l'elvetico Michael Kauter, mentre tra le donne la russa Tat'jana Logunova ha superato la magiara Emese Takács.
Nella sciabola il tedesco Dennis Bauer ha prevalso sul francese Moreno.

## Podi

### Uomini
| Specialità  | Oro               | Argento        | Bronzo                            |
| Individuali |                   |                |                                   |
| Fioretto    | Andrzej Witkowski | Andrej Deev    | Sébastien Coutant Przemysław Fogt |
| Spada       | Árpád Horvath     | Michael Kauter | Andrij Efremenko Sven Schmid      |
| Sciabola    | Dennis Bauer      | Moreno         | Vladimir Chrystik Aleksej Frosin  |

### Donne
| Specialità  | Oro               | Argento         | Bronzo                       |
| Individuali |                   |                 |                              |
| Fioretto    | Verny             | Alicja Kryczało | Etelka Sike Sylwia Gruchała  |
| Spada       | Tat'jana Logunova | Emese Takács    | Barbara Kasperska Olga Cygan |